# Jean Dauby
Pour les articles homonymes, voir Dauby.
Jean Dauby (né le 13 mars 1919 à Aulnoy-lez-Valenciennes et mort le 24 janvier 1997 à Lille) est un poète du Nord-Pas-de-Calais.

## Biographie
Il a été particulièrement marqué par l’épreuve des camps de prisonniers durant la seconde guerre mondiale, ce que l'on peut détecter à travers ses principaux recueils, Les Écrasés (1968), Je te dirai l’homme (1977), Psaumes pour la nuit qui vient (1993). Prônant une poésie populaire, accessible à tous, il écrit des poèmes « à dire, à crier » mais aussi « à chanter, à jouer » (Les Papipoètes, 1975). 
Jean Dauby fut, jusqu'à sa mort, l’animateur du Centre Froissart qu’il fonde en 1967 ainsi que le rédacteur exigeant, au ton libre et personnel, de la revue poétique Froissart,. 
Instituteur, professeur, journaliste, Jean Dauby a mis aussi son talent au service du patrimoine valenciennois. Il a ainsi fréquemment présenté des visites commentées des collections du Musée des Beaux-Arts de Valenciennes.
Historien de la langue picarde, spécialiste du « rouchi » de Valenciennes (Le Livre du rouchi, 1979), il fit redécouvrir les œuvres du poète-mineur Jules Mousseron, celles de Georges Fidit ou de Séraphin Jurion. 
Peu après sa mort, la famille de Jean Dauby fit don à la bibliothèque de Valenciennes des papiers et de sa bibliothèque. Ce sont au total plus de 2 000 recueils de poésies, 
souvent dédicacés, et plusieurs mètres linéaires de manuscrits, de dossiers de recherches, de correspondance et d’archives qui forment aujourd’hui le « fonds Dauby » de la bibliothèque municipale.

## Ouvrages publiés
- Valenciennes avant la France (1977, auto-édition)
- Divers chœurs pour le mouvement « A Cœur Joie »
- Études publiées dans la revue Nord' : no 4 (1985), Jules Mousseron, poète-mineur ; no 9 (1987), Où est l'originalité du conteur Charles Deulin ?.
- Préfaces, études et notes de lecture pour les revues Valentiana, Parterre Verbal et Froissart (entre 1967 et 1997)

### Poésie
- Les Écrasés, poèmes, illustrations de Maxime Bacro (1968, éd. Froissart)
- Le Livre de Chant des Tout Petits, Tome 1 : 10 textes de chansons de César Geoffray (1968, éd. Duculot, Gembloux, B)
- Le Livre de Chant des Tout Petits, Tome 2 : 30 textes de chansons de César Geoffray (1969, éd. Duculot, Gembloux, B)
- Les Papipoètes, dix entrées de clowns (1975, éd. Centre Froissart, no 7)
- Je te dirai l'homme, poèmes (1977, éd. Centre Froissart, no 28)
- Portrait robot, poèmes et chansons (1986, éd. Centre Froissart, no 100)
- Psaumes pour la nuit qui vient, poèmes (1993, éd. Centre Froissart)

### Langue picarde
- Lexique rouchi-français suivi de Au long d'un an (poèmes), (1968, Société de Linguistique Picarde, Amiens)
- Tout Cafougnette, réédition commentée des textes de Jules Mousseron (1974, auto-édition)
- A l'fosse : la mine et les mineurs, réédition commentée (1975, auto-édition)
- A l'ducasse : la joie de vivre de Jules Mousseron, réédition commentée (1976)
- Le Livre du "rouchi", parler picard de Valenciennes (1979, Société de Linguistique Picarde, Amiens)
- Les sentences du coq  de Séraphin Jurion, par Jean Dauby et Maurice Durieux (1981, Société de Linguistique Picarde, Amiens)
- Complément au Livre du "rouchi"... (1983, Société de Linguistique Picarde)
- L'année dé l'bière, textes des bulles de la B.D.(1986, Les Archers, Bruxelles)
- Études publiées dans la revue Linguistique picarde : no 30, Le personnage de Cafougnette dans l'œuvre de Jules Mousseron ; no 60, Georges Fidit, poète oublié ; no 76, Charles Deulin, un picard qui se croyait flamand ; no 78, Glossaire des termes régionaux dans l'œuvre de Charles Deulin.
- Études publiées dans Mineur de fond d'Augustin Viseux (éd. Plon, collection Terre des hommes) : Les parlers picards ; Les poètes de la mine.

## Ouvrages sur Jean Dauby
- Jean Dauby, un homme en poésie, de Pierre Vaast (1992, éd. RétroViseur)  (ISBN 9782307256274)
- Jean Dauby, ouvrage collectif (1997, éd. Centre Froissart)

## Quelques témoignages
Extraits des 2 ouvrages ci-dessus
- Andrée Chédid (1991) : Je suis heureuse de saluer Jean Dauby, l'homme des chemins fraternels, le poète attentif à toute poésie
- Jean Bouhier (1991) : [à Valenciennes]... J'ai découvert un cicérone remarquable, érudit, qui m'a fait découvrir cette ville inconnue de moi, ses richesses, sa Bibliothèque, son Musée... Ce fut un éblouissement permanent et cette sympathie chaleureuse fut doublée de celle de Giselle, merveilleuse compagne dont les talents culinaires m'ont séduit...
- Jean Rousselot (1991) : Dauby est l'homme de l'Être et non du Paraître, ne recherche d'autre protection que celle des muses, rayonne de fraternité et se crève au service des autres...
- Alain Bouchez (1991) : Amoureux du Verbe, des mots, de leurs racines, de leurs exigences, il est poète classique, poète d'humour, poète religieux, poète aux rires, poète aux angoisses, poète de l'humain, de l'essentiel.
- Jean L'Anselme (1991) : Il adore son terroir, le ratisse, le cultive en bon jardinier. Et, paradoxe, ce fou de bauté antique et classique se délecte dans des histoires blagueuses et colorées de Cafougnette ! Il a la conscience patiente des tortues et l'agilité d'esprit d'un lièvre... Il pétille d'intelligence et de connaissance, a l'œil finaud derrière une lunette fine et intellectuelle, la parole qui caresse tout et n'oublie rien...
- Simonomis (1997) : Il était très aimé dans le monde - difficile - des poètes. Il était bon, généreux, indulgent, qualités rares... Pour le service des autres, il oubliait d'écrire pour lui. Il avait du talent. Une incontestable véracité imprégnait ses poèmes.
- Colette Nys-Mazure (1997) : Un homme soucieux des biens de l'autre plutôt que des siens... poussant devant lui jeunes et vieux pour leur offrir une place au soleil... Un homme du Nord, franc et direct... Il pratiquait [l'écriture]... comme une passerelle entre les hommes et les femmes de ce temps, sans barrière ni préjugé : la poésie devait rester source limpide à laquelle se désaltérer...

### Quelques citations de Jean Dauby
Écoute, écoute les balbutiements du monde

Et que ta chair et que ton sang se fassent verbe

Pour habiter en tous (Je te dirai l'homme, 1977)
Le Louis d'or et la Jonquille

Dans ma main droite une jonquille

Dans la gauche une pièce d'or

De ces deux soleils  lequel est à moi ?

La fleur  bien sûr  que je verrai mourir

L'autre m'échappera

pour posséder d'autres regards

Veille sur les beautés fragiles

qui sont ta joie  un jour  une heure

Néglige les durs trésors

condamnés à te survivre 
Psaumes pour la nuit qui vient, 1993

### Articles Connexes
- Thierry Metz